# Only Inhuman
Only Inhuman è il secondo album del gruppo melodic death metal svedese dei Sonic Syndicate.

## Tracce
1. Aftermath – 4:10
2. Blue Eyed Fiend – 3:52
3. Psychic Suicide – 3:53
4. Double Agent 616 – 3:54
5. Enclave – 4:10
6. Denied – 3:52
7. Callous – 3:52
8. Only Inhuman – 4:13
9. All About Us  (cover delle t.A.T.u.) – 2:48
10. Unknown Entity – 3:54
11. Flashback – 3:39

## Formazione
- Richard Sjunnesson - voce
- Roland Johansson - voce
- Roger Sjunnesson – chitarra
- Robin Sjunnesson – chitarra
- Karin Axelsson - basso
- John Bengtsson - batteria